# Гирляно
Ги́рляно (болг. Гърляно) — село в Кюстендильській області Болгарії. Входить до складу общини Кюстендил.

## Населення
За даними перепису населення 2011 року у селі проживали 144 особи, з них 143 особи (99,3%) — болгари.
Розподіл населення за віком у 2011 році:
Динаміка населення: